# Andrey Yeshchenko
Andrey Olegovich Yeshchenko ou Eshchenko (Irkutsk, 9 de fevereiro de 1984) é um futebolista russo que atua como lateral. Atualmente defende o Spartak Moscou.